# マルティニ・MK23
マルティニ・Mk23 (Martini MK23) は、フランスのレーシングチーム、オートモビルズ・マルティニが1978年のF1世界選手権に投入したフォーミュラ1カー。最高成績は9位。

## 概要
フランスでレーシングチームを運営しF3やフォーミュラ・ルノーに参戦していたレナート「チコ」マルティニは、1975年にF1への参戦を決定、1976年からマシンの設計を始めた。完成するまでにグラウンド・エフェクト・カーが登場し、MK23は完成した時点で時代遅れのマシンであった。マルティニはシーズン中に軽量化を進めることができると考え、マシンを頑丈に作り上げたが、重量が問題となった。
チームは1978年に参戦を始め、ドライバーは前年のF2選手権でチャンピオンを獲得した新鋭、ルネ・アルヌーを起用。デビュー戦となった南アフリカグランプリでは燃料システムにトラブルが生じ、予選落ちに終わった。モナコグランプリでは予備予選も通過できず、ベルギーグランプリでようやく決勝に進出、9位でフィニッシュした。スペイングランプリには参戦せず、フランスグランプリで予選18位、決勝14位となる。イギリスではエントラント数の問題でエントリーが認められず、ドイツグランプリは予備予選落ちとなった。オーストリアグランプリは予選26位、決勝9位。オランダグランプリは予選23位、決勝はリアウィングの破損でリタイアとなった。
チームは資金の問題でオランダグランプリの後F1から撤退した。

## F1における全成績
(key) （太字はポールポジション、斜体はファステストラップ）
| 年     | チーム              | シャシー | エンジン                        | タイヤ | No. | ドライバー | 1   | 2   | 3   | 4   | 5   | 6    | 7   | 8   | 9   | 10  | 11  | 12   | 13  | 14  | 15  | 16  | 順位 | ポイント |
| ------ | ------------------- | -------- | ------------------------------- | ------ | --- | ---------- | --- | --- | --- | --- | --- | ---- | --- | --- | --- | --- | --- | ---- | --- | --- | --- | --- | ---- | -------- |
| 1978年 | Automobiles Martini | MK23     | フォード・コスワース DFV 3.0 V8 | G      |     |            | ARG | BRA | RSA | USW | MON | BEL  | ESP | SWE | FRA | GBR | GER | AUT  | NED | ITA | USA | CAN | NC   | 0        |
| 1978年 | Automobiles Martini | MK23     | フォード・コスワース DFV 3.0 V8 | G      | 31  | アルヌー   |     |     |     | DNQ |     | DNPQ | 9   | WD  |     | 14  | WD  | DNPQ | 9   | Ret |     |     | NC   | 0        |